# Kdo tam poje
Kdo tam poje (srbsko: Ко то тамо пева (cirilica); Ko to tamo peva (latinica)) je kultni srbski film režiserja Slobodana Šijana in scenarista Dušana Kovačevića iz leta 1980, ki je bil zelo gledan v celi Jugoslaviji. Glavne vloge igrajo Pavle Vujisić (sprevodnik), Dragan Nikolić (pevec), Danilo Stojković (Brka), Aleksandar Berček (voznik Miško), Neda Arnerić (mlada žena), Taško Načić (lovec), Borislav Stjepanović (plešec), Slavko Štimac (ženin), ciganska pevca Miodrag in Nenad Kostić. 
Aleksander Berček je dobil za vlogo Miška zlato areno na Puljskem filmskem festivalu.

## Zgodba
Film je črna komedija. Dogaja se nekje v Srbiji na dan pred napadom na Jugoslavijo, 5. aprila 1941. Skupina potnikov čaka avtobus firme »Krstić in sin«, da bi prišli v Beograd. Med potniki so oče, ki hoče obiskati sina v vojski, šminkerski pevec, ki gre na avdicijo, Brka, oboževalec nemškega reda, lovec, ciganska muzikanta in mladoporočenca. Naložijo se v Krstićev avtobus, ki ga vozi sin Miško, sprevodnik pa je Krstić. Na celodnevni poti do Beograda se jim dogajajo različne stvari: udeležijo se pogreba, krpajo zračnico, prečkajo most.
In ko drugo jutro prispejo v Beograd, doživijo nemški zračni napad. Avtobus je poškodovan, na koncu filma pa ciganska muzikanta splezata iz prevrnjenega vozila in zapojeta.